# Malý Plaský tunel
Malý Plaský tunel je železniční tunel č. 9 na katastrálním území Vrážné na železniční trati Plzeň–Žatec v km 35,661–35,794 mezi zastávkami Horní Hradiště a Mladotice zastávka.

## Historie
Koncese na stavbu trati byla udělena společnosti Plzeňsko-Březenské dráhy 21. dubna 1870. Následně byla vybudována hlavní trať Plzeň–Březno u Chomutova. Trať postavila stavební firma A. Lanna a Schebek v období 1871–1872. Práce byly narušeny silnými přívalovými dešti s následnými sesuvy půdy v květnu 1872. Odstraňování škod zabralo téměř půl roku. Trať byla slavnostně otevřena 1. května 1883.
V úseku Plzeň–Blatno u Jesenice prochází trať členitým terénem, takže v údolí řeky Střely byly postaveny dva tunely, Velký Plaský a Malý Plaský.

## Geologie a geomorfologie
Tunel se nachází v geomorfologické oblasti Plzeňská pahorkatina, celku Plaská pahorkatina s podcelkem Kaznějovská pahorkatina s okrskem Dolnobělská vrchovina.
Geologické podloží v této oblasti je tvořeno z málo odolných permokarbonských hornin.
Tunel je dlouhý 132,80 m a leží v nadmořské výšce 355 m.

## Popis
Jednokolejný tunel byl vybudován na trati Plzeň–Žatec mezi dnešními zastávkami Horní Hradiště a Mladotice zastávka. Byl proražen v ostrohu, který je v meandru řeky Střely.